# Ryan DeMichael
Ryan DeMichael (* 12. Juli 1977 in New Philadelphia, Ohio) ist ein ehemaliger Basketballspieler. Der gebürtige US-Amerikaner spielte nach dem Studium in seinem Heimatland als Profi in Europa, wo er bis auf drei Spielzeiten insgesamt acht Saisons in Deutschland verbrachte, davon drei in der höchsten Spielklasse Basketball-Bundesliga. Nach seinem Karriereende als Basketballer 2012 blieb DeMichael, der seit Anfang 2011 die deutsche Staatsbürgerschaft besitzt, in Deutschland.

## Karriere
Zum Studium ging DeMichael 1995 an die University of Tennessee at Martin, deren Basketballmannschaft Skyhawks erst wenige Jahre zuvor aus der Division II in die Ohio Valley Conference der NCAA Division I aufgerückt war. Mit dieser Mannschaft konnte DeMichael bis 1999 keine nennenswerten Erfolge feiern.
1999 wurde DeMichael Profi und spielte zunächst eine Spielzeit in der finnischen Korisliiga für Pussihukat aus Vantaa. Nach dieser Spielzeit wechselte er nach Deutschland in die 2. Basketball-Bundesliga Gruppe Nord zur SG aus Sechtem. Der ein Jahr zuvor aufgestiegene Kooperationspartner des Erstligisten Telekom Baskets Bonn erreichte jeweils eine Mittelfeldplatzierung in den folgenden beiden Spielzeiten, bevor DeMichael zum Verein Les Amis du Basketball Contern aus Contern in die luxemburgische Diekirch Liga wechselte. Der luxemburgische Meister von 2001, der zuvor noch im europäischen Vereinswettbewerb Korać-Cup gespielt hatte, gewann nach einer Vizemeisterschaft 2003 im Jahre 2004 erneut die nationale Meisterschaft.
2004 kehrte DeMichael nach Deutschland zurück und spielte in der 2. Liga 2004/05 Gruppe Süd für den TV Lich, der Kooperationspartner des Erstligisten Gießen 46ers war. Die Mannschaft erreichte einen Mittelfeldplatz in der Abschlusstabelle, wobei DeMichael ein Double-Double mit gut 20 Punkten und zehn Rebounds pro Spiel gelang. Daraufhin wechselte DeMichael zum Zweitliga-Meister und Aufsteiger DJK sellbytel nach Nürnberg. In der Basketball-Bundesliga 2005/06 stand der Erstliga-Neuling jedoch am Saisonende nur auf dem vorletzten Tabellenplatz und konnte nur durch die Aufstockung der höchsten Spielklasse den Klassenverbleib erreichen. Die zweite Erstligaspielzeit lief jedoch noch erfolgloser und man wurde in der aufgestockten Liga erneut Tabellenvorletzter. Nach dem Abstieg der Nürnberger wechselte DeMichael zum bisherigen Ligakonkurrenten Walter Tigers aus Tübingen. Die Tigers spielten jedoch in der Basketball-Bundesliga 2007/08 jedoch auch nur, wenn auch erfolgreich, um den Klassenerhalt. Noch vor Saisonende wurde DeMichael in Tübingen aus disziplinarischen Gründen suspendiert.
Anschließend unterschrieb er 2008 zunächst in Ungarn einen Vertrag bei Zalakerámia-ZTE KK, wechselte jedoch zu Saisonbeginn zum Erstliga-Absteiger Science City aus Jena. In der neu geschaffenen eingleisigen zweiten Spielklasse ProA, die die bisherigen Regionalgruppen abgelöst hatte, erreichte man in der Saison 2008/09 einen sechsten Platz, wobei DeMichael mit gut elf Punkten und knapp sieben Rebounds im Schnitt wieder zu den Leistungsträgern seiner Mannschaft gehörte. Für die ProA 2009/10 wechselte DeMichael zum Tabellennachbarn VfL Knights aus Kirchheim unter Teck. Die Knights konnten sich in den beiden folgenden beiden Spielzeiten erneut im oberen Tabellendrittel platzieren und erreichten jeweils den vierten Tabellenplatz in der Abschlusstabelle. Nachdem DeMichael Anfang 2011 deutscher Staatsbürger geworden war, wechselte er für die ProA 2011/12 zum Aufsteiger Nürnberger BC, der die Nachfolge von DeMichaels ehemaligen Verein DJK Falke angetreten hatte. Der ambitionierte Neuling blieb jedoch hinter den Erwartungen zurück und erreichte auf dem zwölften Tabellenplatz lediglich den Klassenerhalt. Zu Beginn der folgenden Spielzeit entschied sich der mittlerweile 35-jährige DeMichael, der noch einen Vertrag bis 2014 hatte, seine Karriere zu beenden.